# Massif du Tenda et forêt de Stella
Massif du Tenda et forêt de Stella este o arie protejată (sit de importanță comunitară — SCI) din Franța întinsă pe o suprafață de 3.056 ha, integral pe uscat.

## Localizare
Centrul sitului Massif du Tenda et forêt de Stella este situat la coordonatele 42°32′11″N 9°15′17″E / 42.53639°N 9.25472°E.

## Înființare
Situl Massif du Tenda et forêt de Stella a fost declarat arie specială de conservare în baza directivei 92/43 din 1992 referitoare la conservarea habitatelor naturale și a faunei și florei sălbatice pentru a proteja 5 specii de animale.

## Biodiversitate
Situată în ecoregiunea mediteraneană, aria protejată conține 11 habitate naturale: Păduri de Castanea sativa, Păduri de Quercus ilex și Quercus rotundifolia, Galerii de Salix alba și de Populus alba, Păduri mediteraneene de Taxus baccata, Lande oro-mediteraneene cu formațiuni endemice de grozamă, Izvoare petrifiante cu formare de travertin (Cratoneurion), Păduri de Quercus suber, Pante stâncoase silicioase cu vegetație casmofită, Pajiști alpine și subalpine calcaroase, Pseudostepă cu ierburi și specii anuale de Thero-Brachypodietea, Păduri de Ilex aquifolium.
La baza desemnării sitului se află mai multe specii protejate:
- amfibieni (2): Discoglossus montalentii, Discoglossus sardus
- nevertebrate (2): croitorul mare al stejarului (Cerambyx cerdo), Papilio hospiton
- reptile (1): Euleptes europaea

Pe lângă speciile protejate, pe teritoriul sitului au mai fost identificate 13 specii de plante, 4 specii de amfibieni, 3 specii de mamifere, 2 specii de nevertebrate, 4 specii de reptile.